# Прокимен
Проки́мен (греч. προκείμενον — букв. «лежащий впереди») — в Православной церкви неоднократно повторяемое возглашение одного стиха псалма (хотя есть прокимены, взятые из Евангелия, Апостола и даже апокрифических текстов), каждое из этих повторений предваряется «стихом» в менее торжественном исполнении. Исполняется перед чтением Апостола, Евангелия или паремий и служит своеобразным «предисловием» к этому чтению. Состоит из стиха, в собственном смысле называемого «прокименом» (поётся клиросом) и одного (или трёх — на воскресных вечернях и в случае великих прокимнов) «стихов» (чаще произносятся диаконом/священником или канонархом), предшествующие повторению прокимена. Схематично исполнение прокимена выглядит так:
- Чтец (или диакон) читает (реже поёт) первый стих,
- Хор поёт (повторяет, желательно с мелодией) первый стих (он-то и является прокимном в узком смысле слова),
- Чтец (или диакон) читает (реже поёт) второй (третий, четвёртый) стихи,
- Хор поёт первый стих,
- Чтец (или диакон) читает первую половину первого стиха,
- Хор поёт вторую половину первого стиха.

## История возникновения и развития
Прокимен восходит к обычному для древней Церкви респонсорному пению псалмов, при котором псалом пелся целиком, но после каждого стиха добавлялся рефрен — наиболее важный или известный стих этого же псалма. В IV веке Лаодикийский собор зафиксировал сложившуюся традицию, в соответствии с которой псалмы не пелись непосредственно один за другим, но разделялись чтениями. Так был заложен обычай библейских чтений, разделённых пением псалмов. К концу IV века из поющихся на богослужении псалмов стал выделяться один стих: по выражению Иоанна Златоуста «стих сильный, заключающий в себе высокое учение». Из обычая народного пения этого только одного стиха из псалма и возник прокимен. В своём виде, близком к современному, прокимен зафиксирован уже в VI веке в рассказе Иоанна Мосха и Софрония Иерусалимского о посещении ими Нила Синайского.
В латинских богослужебных обрядах схожее с прокимном исполнение псалма называется респонсорий. В мосарабском обряде схожим образом поётся Psallendo (буквально «для пения») — стих читается и затем поётся (он, в узком смысле, и называется psallendo), затем читается второй стих (versus), потом первая половина первого стиха читается, а вторая — поётся.
В западно-сирийский литургии Апостола Иакова чтение Апостола предваряется целым псалмом, а не прокимном (в отличие от иерусалимского варианта той же литургии). Таким образом, у яковитов, отделившихся от Православной церкви после Халкидонского собора, процесс превращения псалма в прокимен так и не завершился.
В последующих частях рассказывается о прокимнах православного богослужения.

## Ежедневные прокимны вечерни
На вечерне прокимен поётся после «Свете тихий» и, по своему смыслу, должен предварять чтение паремий. Хотя паремии на вечернях читаются не всегда, прокимен никогда не опускается. Прокимен вечерни определён для каждого дня недели и не изменяется в зависимости от праздников, дней памяти святых (об исключениях — ниже). Прокимны на вечерни каждого дня недели таковы (следует отметить, что богослужебный день начинается с вечерни, и, таким образом, вечерня понедельника совершается в воскресение, вторника — в понедельник и т. д.):
- Воскресенье: «Госпо́дь воцари́ся, в ле́поту облече́ся» (Пс. 92)
- Понедельник: «Се ны́не благослови́те Го́спода, вси раби́ Госпо́дни» (Пс. 133)
- Вторник: «Госпо́дь услы́шит мя, внегда́ воззва́ти ми к Нему́» (Пс. 4)
- Среда: «Ми́лость Твоя́, Го́споди, пожене́т мя вся дни живота́ моего́» (Пс. 22)
- Четверг: «Бо́же, во и́мя Твое́ спаси́ мя и в си́ле Твое́й суди́ ми» (Пс. 53)
- Пятница: «По́мощь моя́ от Го́спода, сотво́ршаго не́бо и зе́млю» (Пс. 120)
- Суббота: «Бо́же, Засту́пник мой еси́ Ты, и ми́лость Твоя́ предвари́т мя» (Пс. 58)

Все перечисленные прокимны поются на 2,5 стиха (самый распространённый вариант), а воскресный — на 4,5, то есть по чину великого прокимна, хотя по букве таковым не является. Таким образом, особенный прокимен воскресенья выделяет этот день из числа прочих дней седмицы. Более того, если суббота совпадает с одним из тех праздников, вечером которых полагается петь особенный великий прокимен, то великий прокимен, в соответствии с Типиконом, переносится на другой день ради того, чтобы сохранить на своём месте обязательный прокимен воскресенья.
Исключения из вышеизложенного правила:
- Великие прокимны — см. ниже.
- В будние дни Великого поста вечерня соединяется с часами, на которых читается Псалтирь. Прокимны вечерни в эти дни выбираются из псалмов, прочитанных до этого на часах, и, в связи с этим, изменяются ежедневно. Поскольку в эти дни на вечерне читается две паремии, каждая из них предваряется своим прокимном. Таким образом, на великопостных вечернях поются два прокимна (а не один), меняющиеся ежедневно (а не фиксированные на каждый день недели).

## Великие прокимны вечерни
Великим прокимном называется прокимен вечерни, исполняющийся не 2,5 стиха (как обычный), а на большее количество стихов. Великих прокимнов в современном православном богослужении четыре:
- Вечером праздников Светлого Воскресения, Фомина Воскресения, Пятидесятницы и Рождества Христова: «Кто Бог ве́лий, я́ко Бог наш; Ты еси́ Бог, творя́й чудеса́» (Пс. 76),
- Вечером праздников Богоявления, Преображения, Вознесения и Воздвижения Животворящего Креста Христова: «Бог наш на небеси́ и на земли́ вся, ели́ка восхоте́, сотвори́» (Пс. 113)
- Вечером в Прощёное воскресенье, второе и четвёртое воскресения Великого поста: «Не отврати́ лица́ Твоего́ от о́трока Твоего́, я́ко скорблю́, ско́ро услы́ши мя: вонми́ души́ мое́й и изба́ви ю» (Пс. 68),
- Вечером в первое, третье и пятое воскресения Великого поста: «Дал еси достоя́ние боя́щимся Тебе́, Го́споди» (Пс. 60).
- Вечером во всю Светлую седмицу, также поются великие прокимны.
- В Светлый понедельник: «Бог наш на небеси́ и на земли́ вся, ели́ка восхоте́, сотвори́» (Пс. 113),
- В Светлый вторник: «Гла́сом мои́м ко Го́споду воззва́х, гла́сом мои́м к Бо́гу, и вня́т ми́» (Пс. 76),
- В Светлую среду: «Внуши́ Бо́же моли́тву мою́, и не пре́зри моле́ния моего́» (Пс. 54),
- В Светлый четверг: «Возлюблю́ Тя Го́споди кре́посте моя́, Госпо́дь утверже́ние мое́» (Пс. 17),
- В Светлую пятницу: «Дал еси достоя́ние боя́щимся Тебе́, Го́споди» (Пс. 60).

В дни, когда по уставу полагается петь великий прокимен, на вечерне обязательно бывает вечерний вход духовенства (даже, если вечерня вседневная, как вечерами воскресений Великого поста) и отменяется рядовой прокимен дня недели. Исключение из этого правила: совпадение такого дня с субботой, в этом случае на вечерне поётся прокимен воскресения, а великий прокимен переносится на один день раньше.

## Прокимны утрени
На утрене, за редким исключением, бывает только чтение Евангелия в воскресные и праздничные дни, а также в дни памяти некоторых святых. Эти чтения и предваряются прокимном.
В двунадесятые и храмовые праздники, даже при их совпадении с воскресением, поётся прокимен праздника (из Минеи или Триоди). В воскресения, не совпадающее с двунадесятыми и храмовыми праздниками, поётся воскресный прокимен рядового гласа (о системе осмогласия — смотри Октоих):
- Глас 1: «Ныне воскресну, глаголет Господь, положуся во Спасение, не обинюся о нем» (Пс. 11).
- Глас 2: «Востани, Господи, Боже мой, повелением, имже заповедал еси, и сонм людей обыдет Тя» (Пс. 7).
- Глас 3: «Рцыте во языцех, яко Господь воцарися, ибо исправи вселенную, яже не подвижится» (Пс. 95).
- Глас 4: «Воскресни, Господи, помози нам и избави нас имене Твоего ради» (Пс. 43).
- Глас 5: «Воскресни, Господи Боже мой, да вознесется рука Твоя, яко Ты царствуеши во веки» (Пс. 9).
- Глас 6: «Господи, воздвигни силу Твою, и прииди во еже спасти нас» (Пс. 79).
- Глас 7: «Воскресни, Господи Боже мой, да вознесется рука Твоя, не забуди убогих Твоих до конца» (Пс. 9).
- Глас 8: «Воцарится Господь во век, Бог твой в Сионе, в род и род» (Пс. 145).

На утренях Великих понедельника, вторника, среды, четверга и пятницы Евангелие читается, но прокимнов перед ним не полагается, на утрене Великой субботы — полагается два прокимна: перед паремией и апостольским чтением.

## Прокимны часов
Обычно последование часов не включает в себя чтений из Писания, поэтому прокимны на часах обычно отсутствуют. Исключения:
- Великие часы (навечерия Рождества Христова и Богоявления; Великая пятница) — чтения и, соответственно, прокимны на каждом часе,
- шестой час в будние дни шести недель Великого поста (перед чтением из пророка Исайи), в Великие понедельник, вторник и среду (перед чтением из пророка Иезекииля),
- первый час в Великий четверг (читается паремия).

## Прокимны литургии
На литургиях Иоанна Златоуста и Василия Великого всегда читается Апостол и Евангелие. Чтение Апостола предваряется прокимном. Правила выбора прокимна для литургии сложнее, чем для утрени или вечерни. Например, при совпадении воскресенья с Богородичным праздником поются два прокимна (воскресный рядового гласа и богородичный), в будние дни, на который выпала память святого, поются два прокимна (дня и святого) и проч. В воскресные дни, если они не совпадают с двунадесятыми Господскими праздниками, поётся прокимен рядового гласа (система осмогласия — смотри Октоих):
- Глас 1: «Бу́ди, Го́споди, ми́лость Твоя́ на нас, я́коже упова́хом на Тя» (Пс. 32),
- Глас 2: «Кре́пость моя́ и пе́ние мое́ — Госпо́дь, и бысть мне во спасе́ние» (Пс. 117),
- Глас 3: «По́йте Бо́гу на́шему, по́йте; по́йте Царе́ви на́шему, по́йте» (Пс. 46),
- Глас 4: «Я́ко возвели́чишася дела́ Твоя́, Го́споди; вся прему́дростию сотвори́л еси́» (Пс. 103),
- Глас 5: «Ты, Го́споди, сохрани́ши ны и соблюде́ши ны от ро́да сего́ и во век» (Пс. 11),
- Глас 6: «Спаси́, Го́споди, лю́ди Твоя́ и благослови́ достоя́ние Твое́» (Пс. 27),
- Глас 7: «Госпо́дь кре́пость лю́дем Свои́м даст, Госпо́дь благослови́т лю́ди Своя́ ми́ром» (Пс. 28),
- Глас 8: «Помоли́теся и воздади́те Го́сподеви Бо́гу на́шему» (Пс. 75).